# Montay
Montay là một xã ở trong tỉnh Nord ở miền bắc nước Pháp. Xã này có diện tích 5,51 km², dân số năm 1999 là 339 người. Xã nằm ở khu vực có độ cao từ 77-146 mét trên mực nước biển.